# Tobagoa
Tobagoa là một chi thực vật có hoa trong họ Thiến thảo (Rubiaceae).

## Loài
Chi Tobagoa gồm các loài: